# Grosse Pointe (Michigan)
Grosse Pointe – miasto w Stanach Zjednoczonych, w stanie Michigan, w hrabstwie Wayne, położone nad jeziorem St. Clair.